# Melville Fuller
Melville Weston Fuller (11. února 1833, Augusta, Maine, USA – 4. červenec 1910 Sorrento) byl americký právník a politik.
Otevřel si advokátní praxi ve městě Chicago stát Illinois. Roku 1858 řídil kampaň za zvolení S. Douglase do Senátu USA a byl poslancem v Illinois (1863–1864). Získal ohromné bohatství jako advokát velkých společností a vybudoval si styky s velkopodnikateli. Nikdy nezastával žádný federální úřad.
Když byl jmenován soudcem Nejvyššího soudu USA, šlo údajně o muže s nejtemnější minulostí, jaký v něm zasedal.[zdroj⁠?!] 20. července 1888 potvrzen jako předseda tohoto soudu a zasedal v něm od 8. listopadu 1888 až do své smrti 4. července 1910. Během výkonu funkce pomohl vyřešit hraniční spor mezi Britskou Guyanou a Venezuelou a byl členem Stálého arbitrážního soudu v Haagu.
Do jeho rukou složili přísahu tito prezidenti USA:
- 4. března 1889 Benjamin Harrison
- 4. března 1893 Grover Cleveland
- 4. března 1897 a 4. března 1901 William McKinley
- 4. března 1905 Theodore Roosevelt
- 4. března 1909 William Howard Taft